# Hypena inocua
Hypena inocua är en fjärilsart som beskrevs av Lucas 1895. Hypena inocua ingår i släktet Hypena och familjen nattflyn. Inga underarter finns listade i Catalogue of Life.